# Dennis Reimer
Pour les articles homonymes, voir Reimer.
Dennis Joe Reimer (né le 12 juillet 1939) est un général américain aujourd'hui retraité. Il a occupé le poste de Chief of Staff of the United States Army du 20 juin 1995 au 20 juin 1999.